# Irina Shayk
Irina Shayk (rusky Ирина Шейк, Irina Šejk, anglicky Irina Shayk nebo Irinka Sheik; * 6. ledna 1986 Jemanželinsk) je ruská modelka a herečka, která získala mezinárodní známost fotografiemi v plavkovém vydání Sports Illustrated Swimsuit Issue.

## Dětství
Irina Shayk se narodila v Jemanželinsku v Sovětském svazu (od roku 1991 město v Čeljabinské oblasti, Ruská federace) jako Irina Valerjevna Šajchlislamova (rusky Ирина Валерьевна Шайхлисламова). Říká, že po svém otci zdědila neobvyklý vzhled a že si o ní lidé často myslí, že je z Jižní Ameriky. „Můj otec byl tmavé pleti, protože byl Tatar a Tataři se někdy podobají Brazilcům,“ říká. „Světlé oči mám po matce.“ Její matka byla pianistka, která učila hudbu v mateřské škole, a její otec byl horník. Má jednoho sourozence, starší sestru Taťánu. Na klavír začala hrát v šesti letech. Ve věku devíti let se zapsala do hudební školy a tam studovala osm let, obě se sestrou zpívaly ve sboru a hrály na klavír, protože jejich matka chtěla, aby studovaly hudbu. Její otec zemřel na komplikace pneumonie, když bylo Irině 14 let. Její rodina tak ztratila hlavní zdroj příjmů, což donutilo její matku dělat dvě zaměstnání.
Po střední škole začala studovat marketing. To jí ale nudilo, a tak spolu se svou starší sestrou vstoupila do místní školy krásy. Tam si jí všiml člověk z místní modelingové agentury, který byl zasažen její neobvyklou krásou. Zařídil její pozvání na soutěž krásy „Miss Čeljabinsk 2004“, kterou vyhrála.

## Kariéra

### První práce
Začala svou kariéru modelky poměrně pozdě, ve věku 19 let, modelingem v Paříži. V roce 2007 nahradila Anu Beatriz Barrosovou jako tvář značky Intimissimi a ještě ten samý rok debutovala ve výročním vydání magazínu Sports Illustrated Swimsuit Issue. Od té doby se objevuje v každém ročním vydání. Pro tento magazín fotí na místech jako Petrohrad, Neapol, Grenada a Chile.
Poté, co byla po dobu tří let tváří značky Intimissimi, stala se pro tuto značku v roce 2010 i oficiální velvyslankyní. Její ostatní modelingové smlouvy obsahují i Beach Bunny (2009) a Guess jaro/léto 2009. Další práci zahrnuje i focení pro katalog Victoria's Secret, Lacoste a Cesare Paciotti. Již se objevila na titulních stranách magazínů Annabelle, Bolero, Woman, Jalouse, a Paris Capital.
Smlouvu s modelingovou agenturou IMG podepsala v květnu 2009.

### 2010–současnost
Stala se modelkou i pro kampaň Armani Exchange jaro/léto 2010. Zahrála si ve videoklipu od Kanyeho Westa, „Power“, který režíroval Marco Brambilla. Byla na titulní straně Ocean Drive a také srpnového vydání GQ pro Jižní Afriku. V žebříčku „Top 50 nejvíce sexy ruských žen“ od magazínu Complex obsadila první místo.

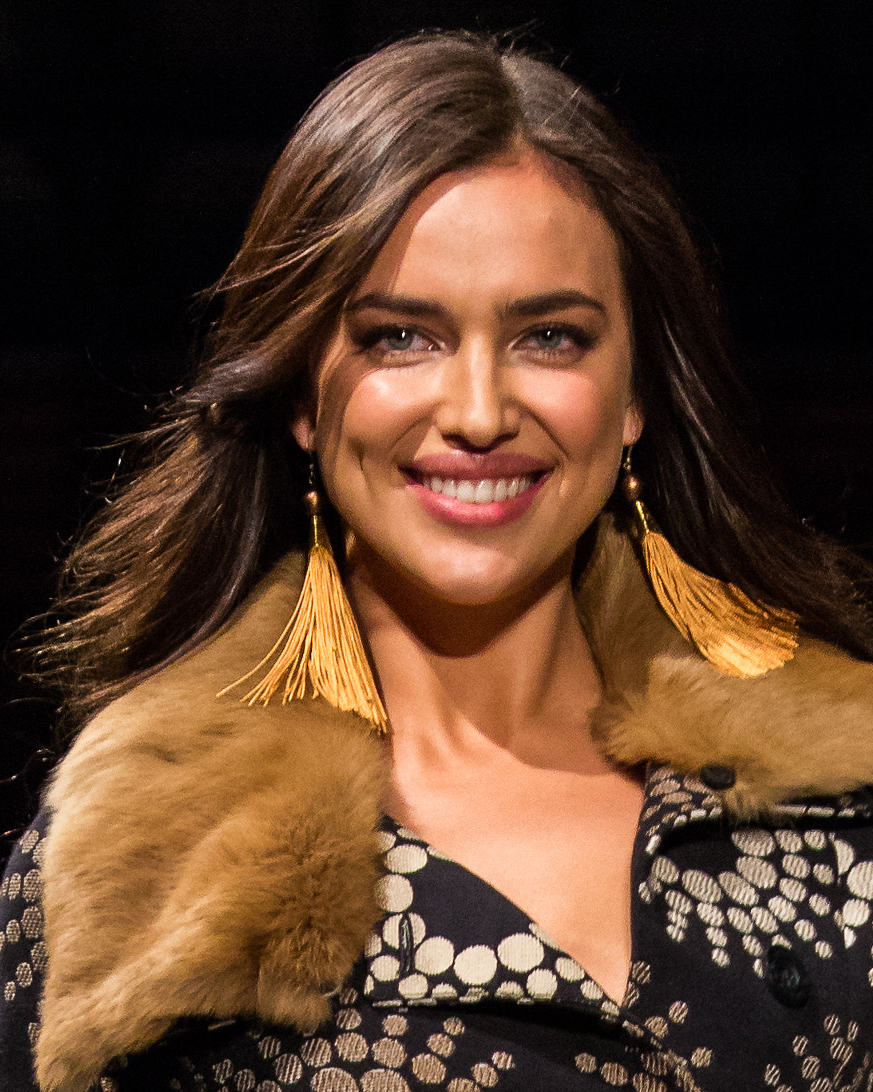
Irina Shayk, 2014

Z „bikini modelky“ se stala modelka vysoké módy a v roce 2010, v listopadovém vydání magazínu Elle Spain a Harper’s Bazaar pózovala na titulní straně. Glamour Spain ji ocenili titulem „Nejlepší mezinárodní modelka roku 2010“ (španělsky: Mejor Modelo Internacional). Na konci roku nafotila nahé fotky pro španělské vydání měsíčníku GQ Spain. Následující týden ale oznámila, že časopis fotky digitálně upravil a odstranil její spodní prádlo.
V Noční show Davida Lettermana bylo 14. února 2011 oznámeno pomocí billboardu, že se Irina Shayk objeví na titulní straně magazínu Sports Illustrated Swimsuit Issue 2011. Bylo to již popáté, co se v tomto magazínu objevila, ale poprvé, co byla na titulní straně tohoto časopisu. Stala se tak první Ruskou na titulní straně tohoto magazínu. V roce 2011 se stala také tváří reklamní kampaně Luli Fama. Vyskytuje se i v kampani Johna Denima.
V současné době jí patří 10. místo v žebříčku „Top 20 nejvíce sexy modelek“ na webu Models.com.
V roce 2011 byla zvolena „Nejvíce sexy ženou světa“ maďarského časopisu Periodika. V únoru 2011 se objevila na titulní straně ruského magazínu Tatler. Také byla v mexickém vydání magazínu Harper's Bazaar, kde na sobě měla šaty od Victorie Beckham. Také vystupovala pro kampaně Rampage (kde nahradila Bar Refaeli) a Replay. V listopadu 2011 byla na titulce Amica Italia a později, v prosinci, i na titulní straně speciálního vánočního vydání španělské verze časopisu Elle. V lednu 2012 se objevuje na titulní straně Esquire UK. O měsíc později podepisuje smlouvu s dánskou modelingovou agenturou 1st Option Model Management a březnu 2012 je na titulce FHM South Africa, Marie Claire Spain a Harper's Bazaar Arabia. Poté podepisuje smlouvu s Women Management v New Yorku a Milanu. Je také na titulní straně ruského dubnového vydání magazínu Marie Claire a italského Cosmopolitanu.

## Charita
Irina Shayk pomáhá porodnici ve svém rodném městě Jemanželinsk. Ona a její sestra pomohly k obnově dětského oddělení v místní nemocnici, nyní modelka sbírá peníze na účet ruské charity Pomogi (což znamená v ruštině „Pomoz“). Tato charita poskytuje péči o nemocné děti. Irina je oficiální velvyslankyně pro charitu Pomogi v Rusku.

## Osobní život
Od května 2010 udržovala romantický vztah s fotbalistou Cristianem Ronaldem. Údajně se seznámili prostřednictvím kampaně Armani Exchange. V roce 2015 se rozešli. V letech 2015–2019 byl pak jejím partnerem Bradley Cooper. Do vztahu se v roce 2017 narodila dcera.